# Jeronim Tišljar
Jeronim Tišljar (* 1963, Záhřeb) je chorvatský sklářský výtvarník a designér, který vystudoval u prof. Stanislava Libenského na VŠUP v Praze a později spolupracoval jako designér s řadou českých skláren.

## Život a dílo
Jeronim Tišljar absolvoval Vysokou školu uměleckoprůmyslovou v Záhřebu a v letech 1983-1989 vystudoval Vysokou školu uměleckoprůmyslovou v Praze, kde byl jedním z posledních žáků prof. Stanislava Libenského. Po studiích se vrátil do Chorvatska a jako designér navrhoval např. nápojové soupravy pro vídeňskou firmu J. & L. Lobmeyr nebo rakouskou (dříve českou) firmu Riedel. Spolupracoval také s českými sklárnami v Harrachově, s firmou Crystalex Nový Bor nebo hutí Beránek ve Škrdlovicích. Jeho díla jsou v řadě soukromých sbírek a vlastní je např. bývalý francouzský president Chirac, Thorvald Stoltenberg, Karel Schwarzenberg nebo Bill Clinton.
Kromě vzorů pro malosériovou výrobu skla je jeho dílem i design obalového skla pro záhřebskou firmu Badel 1862 nebo bohoslužebné předměty. Ve spolupráci s architekty navrhl také vitráže (Chorvatský parlament, Chorvatský státní archiv, kostel Panny Marie osvobozené v Záhřebu, kaple františkánek Neposkvrněné Panny Marie v Šibeniku), dále sochařské prvky, osvětlení nebo monumentální památník obětem občanské války na záhřebském hřbitově Mirogoj, tvořený pětimetrovými sloupy z taveného skla (spoluautor Jan Frydrych).

### Autorské výstavy (výběr)
- 1999 Galerija Mala, Zagreb
- 2002 Galerija Ars Temporis, Klagenfurt
- 2004 Staklo, Glyptoteka Zagreb (s J. Frydrychem)
- 2005 Izložba "Staklo" J. Frydrycha i J. Tišljara, Gradskij Muzej Varaždin
- 2007 Staklo, Stará městská radnice, Split (s J. Frydrychem)[3]